# Vyšné Remety
Vyšné Remety est un village de Slovaquie situé dans la région de Košice.

## Histoire
Première mention écrite du village en 1418.

## Démographie

### Évolution de la population
| Année:               | 1994. | 2004.   | 2014.   | 2024.   |
| -------------------- | ----- | ------- | ------- | ------- |
| Nombre de personnes: | 435   | 420     | 413     | 387     |
| Différence:          |       | -3,44 % | -1,66 % | -6,29 % |

| Année:               | 2023. | 2024.   |
| -------------------- | ----- | ------- |
| Nombre de personnes: | 388   | 387     |
| Différence:          |       | -0,25 % |

## Politique
| Nom            | Parti politique | Date de l'élection | Fin du mandat |
| -------------- | --------------- | ------------------ | ------------- |
| Martin Dolinič | SMER            | 02.12.2006         | Déc. 2010     |